# 아밀통 사보
아밀통 사보(프랑스어: Hamilton Sabot, 1987년 5월 31일~)는 프랑스의 전직 체조 선수이다. 2012년 하계 올림픽에서 남자 평행봉 동메달을 획득했으며 유럽 선수권 대회에서 동메달 2개를 획득했다.